# Zhao Xintong
Zhao Xintong (Xi'an, 3 de abril de 1997) es un jugador chino de snooker.

## Biografía
Nació en la ciudad china de Xi'an en 1997. Es jugador profesional de snooker desde 2016. Se ha proclamado campeón tanto del Campeonato del Reino Unido de 2021, en cuya final derrotó a Luca Brecel por diez a cinco, como del Masters de Alemania de 2022, en el que se impuso a su compatriota Yan Bingtao por nueve a cero.
En enero de 2023, la World Professional Billiards and Snooker Association lo suspendió y lo expulsó temporalmente del circuito profesional al ser objeto de interés de una investigación por amaño de partidos en la que estaban involucrados varios jugadores chinos.
El 5 de mayo de 2025 fue el primer jugador chino en ganar el Campeonato Mundial de Snooker.